# Bundesstraße 328
Die Bundesstraße 328 (Abkürzung: B 328) ist seit 1. April 2023 der von täglich etwa 12.300 bis 20.000 Fahrzeugen befahrene, bestehende Autobahnzubringer von der Bundesstraße 14 bei Backnang zur Bundesautobahn 81-Anschlussstelle Mundelsheim. Bis 31. März 2023 war diese Strecke der östliche Teil der Landesstraße 1115 in Baden-Württemberg.

## Geschichte
Der B 328-Trassenverlauf hat nichts zu tun mit der ehemaligen Reichsstraße 328 (R 328), die nach dem Westfeldzug 1940 vom Deutschen Reich im damals unter deutsche Zivilverwaltung gestellten CdZ-Gebiet Lothringen eingerichtet worden war, zwischen Saargemünd in südwestlicher Richtung bis zur Grenze des militärisch verwalteten Frankreich bei Nancy.
Die Straße, die westlich von Backnang an der sogenannten Krähenbachkreuzung von der B 14 abzweigt, dient als Autobahnzubringer zur A 81 AS Mundelsheim. Der geplante Ausbau ist politisch umstritten, da die Anliegergemeinden Aspach und Großbottwar eine Vergrößerung des Verkehrsaufkommens befürchten, wenn diese in Verbindung mit der B 14 als mautfreie weiträumige Nordostumfahrung von Stuttgart genutzt werden kann, sogenannter „Großer Nordostring Stuttgart“. Zudem könnten landwirtschaftliche Fahrzeuge die ausgebaute Strecke nicht mehr befahren.
Das baden-württembergische Verkehrsministerium gab im März 2013 bekannt, dass die L 1115 vierspurig ausgebaut und zur B 29 hochgestuft werde, was jedoch nicht geschah. Die B 29 solle zukünftig zwischen Waiblingen und Backnang-West auf einer gemeinsamen Trasse mit der B 14 verlaufen. Zwischenzeitlich wurden diese Pläne wieder verworfen. Am 3. Januar 2019 bestätigte der Bund, dass die bisherige Landesstraße 1115 voraussichtlich noch 2019 zur Bundesstraße hochgestuft werde, was aber bis Mitte 2021 nicht geschah. Der Zubringer werde künftig ein Teil der B 29 werden und dreispurig ausgebaut werden. Im Jahr 2020 sollte auf der Trasse der B 14 zwischen Stuttgart und Backnang auch ein Teilstück der verlängerten Bundesstraße 313 verlaufen, sobald der Autobahnzubringer nach Mundelsheim ausgebaut sei.
Das Fernstraßen-Bundesamt in Leipzig, das erst im Januar 2021 seine Tätigkeit aufgenommen hat, hat aufgrund eines Schreibfehlers im Sommer 2021 versäumt, den baden-württembergischen Verkehrsminister Winfried Hermann (Grüne) über die Aufstufung des Autobahnzubringers Backnang-Mundelsheim per Brief zu unterrichten. Da B 29 für eine Stuttgart-nahe Nordostring-Trasse vorgesehen sei, fiel letztendlich die Wahl auf die noch nicht vergebene Nummer 328, um Verwechslungen zu vermeiden, so Verkehrs-Staatssekretär Steffen Bilger (CDU).
Im Gegenzug zur Hochstufung sollen Teilstrecken der Bundesstraße 312 in Filderstadt (Abschnitt von A 8 bzw. Flughafen durch Bernhausen nach Bonlanden) sowie der Bundesstraße 297 (Abschnitt von der A 8 bei Kirchheim/Teck-West durch Nürtingen zur B 313) zu Landesstraßen zurückgestuft werden.Quelle fehlt 
Da das Land die Straße in einem ordentlichen Zustand übergeben musste, wurde in den Sommerferien 2021 der Ostabschnitt des Autobahnzubringers (Hardtwaldkreuzung–Backnang) komplett saniert, wofür Umleitungen um Großaspach eingerichtet wurden.

## Verlauf
Der Autobahnzubringer auf dem östlichen Teil der B 328 durchquert auf seiner Länge von ca. 15 km keine Ortschaft, nur Großaspach und Großbottwar werden auf Umgehungsstraßen tangiert, zudem der Karlshof. Mehrere Ampelkreuzungen bremsen den Verkehr da ein kreuzungsfreier Ausbau noch aussteht.
Er beginnt westlich von Backnang an der sogenannten Krähenbachkreuzung mit der B 14, die bis dorthin vierspurig ausgebaut werden soll (dann AS Backnang-West genannt). Der Ort Großaspach wird westlich umgangen, einige Ortstraßeneinmündungen wurden seither geschlossen, es kreuzt die K 1831 und es münden noch die Kreisstraßen 1833 und 1830 ein. Die Kreisstraße 1904 überbrückt die B 328 nur und endet an der Landesstraße 1124 nach Marbach am Neckar, die wiederum in die B 328 mündet. Nach dem Karlshof führt die L1118 nach Kleinaspach, von dort kommend kreuzt weiter westlich auch die K 1607 nach Rielingshausen mit der sogenannten Hardtwaldkreuzung den Autobahnzubringer.
Die Grenze zwischen Rems-Murr-Kreis und Landkreis Ludwigsburg wird durch den Rand des Hardtwaldes verdeutlicht, zudem sind im Wald auf beiden Seiten der Straße bereits breite Streifen gerodet um die Gefahr von Wildwechsel u. a. mit Wildwarnern zu verringern. In einer Senke zweigt an der Forsthauskreuzung nach Westen die K1608 ab, im Osten ist ein beliebter Wanderparkplatz.
Nach Großbottwar auf die „Kleinaspacher Straße“ konnte man bis Ende 2021 nur rechtsabbiegend fahren. Seither ist auch eine Linksabbiegerspur vorhanden. Der Ort wird westlich umgangen, dabei wird die Bottwar und die L1100 überquert, von der ein Abzweig von Westen einmündet. Nach der Einmündung der K 1703 aus Großbottwar werden einige Kleingärten passiert, bevor die K1617 nach Norden zum Holzweiler Hof abzweigt.
Westlich der A 81 an der AS Mundelsheim steht ein Park&Ride-Parkplatz zur Verfügung.